# Parti écologiste radical intransigeant
Le Parti écologiste radical intransigeant (en espagnol : Partido Ecologista Radical Intransigente ; abrégé PERI) est un parti politique écologiste en Uruguay. Il concentre son action sur la préservation de l'écologie et sur la politique verte.
Le parti est fondé en 2013 par d'anciens membres du Front large et des indépendants. Le programme du parti met l'accent sur la préservation des ressources naturelles et son opposition au mine à ciel ouvert.

## Résultats électoraux

### Élections présidentielles
| Année | Candidat        | 1er tour | 1er tour | 2d tour | 2d tour | Résultat |
| Année | Candidat        | Voix     | %        | Voix    | %       | Résultat |
| ----- | --------------- | -------- | -------- | ------- | ------- | -------- |
| 2014  | César Vega (es) | 17 835   | 0,78     |         |         | Non élu  |
| 2019  | César Vega (es) | 33 461   | 1,38     | Non élu |         |          |
| 2024  | César Vega (es) | 9 281    | 0,40     | Non élu |         |          |

### Élections législatives et sénatoriales
| Année | Voix   | %    | Représentants | Sénateurs |
| ----- | ------ | ---- | ------------- | --------- |
| 2014  | 17 835 | 0,78 | 0 / 99        | 0 / 30    |
| 2019  | 33 461 | 1,38 | 1 / 99        | 0 / 30    |
| 2024  | 9 281  | 0,40 | 0 / 99        | 0 / 30    |